# Rybowo
Rybowo (prononciation : [rɨˈbɔvɔ]) est un village polonais de la gmina de Gołańcz dans le powiat de Wągrowiec de la voïvodie de Grande-Pologne dans le centre-ouest de la Pologne.
Il se situe à environ 6 kilomètres à l'ouest de Gołańcz (siège de la gmina), 15 kilomètres au nord de Wągrowiec (siège du powiat), et à 63 kilomètres au nord de Poznań (capitale de la Grande-Pologne).

## Histoire
De 1975 à 1998, le village faisait partie du territoire de la voïvodie de Piła.

Depuis 1999, Rybowo est situé dans la voïvodie de Grande-Pologne.